# Piet Kleine
Pieter "Piet" Kleine (ur. 17 września 1951 w Hollandscheveld) – holenderski łyżwiarz szybki i kolarz szosowy, trzykrotny medalista olimpijski i dwukrotny medalista mistrzostw świata w łyżwiarstwie szybkim.

## Kariera
Specjalizował się w długich dystansach. Pierwszy sukces w karierze osiągnął w 1973 roku, kiedy podczas wielobojowych mistrzostw świata w Deventer zajął trzecie miejsce. W zawodach tych wyprzedzili go jedynie Szwed Göran Claeson oraz Norweg Sten Stensen. Brązowy medal zdobył także podczas rozgrywanych dwa lata później mistrzostw Europy w Heerenveen. W 1976 roku brał udział w igrzyskach olimpijskich w Innsbrucku, zdobywając złoto na dystansie 10 000 m i srebro w biegu na 5000 m. Wyprzedził go tylko Sten Stensen, a trzecie miejsce zajął inny Holender, Hans van Helden. W tym samym roku był też najlepszy na mistrzostwach świata w Heerenveen. Za te sukcesy otrzymał tytuł Holenderskiego Sportowca Roku 1976. Po tym jak w jednym z wywiadów wyznał, iż mimo sukcesów sportowych jest bezrobotny zaoferowano mu posadę listonosza. Ostatni medal wywalczył podczas igrzysk w Lake Placid w 1980 roku, gdzie w biegu na 10 000 m zajął drugie miejsce za Amerykaninem Erikiem Heidenem, a przed Tomem Erikiem Oxholmem z Norwegii. Na tych samych igrzyskach był też szósty w biegu na 5000 m. Wielokrotnie zdobywał medale mistrzostw Holandii, w tym złoty w wieloboju w 1978 roku.
Ustanowił cztery rekordy świata.
Uprawiał także kolarstwo szosowe. W 1985 roku wspólnie z Robem Harmelingiem, Tomem Cordesem i Henkiem Boeve zajął siódme miejsce w drużynowej jeździe na czas na mistrzostwach świata w Giavera del Montello.

### Mistrzostwa świata
- Mistrzostwa świata w wieloboju
  - złoto – 1976
  - brąz – 1973